# Алфа (Илиноис)
Алфа (енгл. Alpha) град је у америчкој савезној држави Илиноис.

## Демографија
По попису из 2010. године број становника је 671, што је 55 (-7,6%) становника мање него 2000. године.
| Група             | 2000.       | 2010.       |
| Белци             | 709 (97,7%) | 645 (96,1%) |
| Афроамериканци    | 0 (0,0%)    | 3 (0,4%)    |
| Азијати           | 0 (0,0%)    | 1 (0,1%)    |
| Хиспаноамериканци | 11 (1,5%)   | 13 (1,9%)   |
| Укупно            | 726         | 671         |